# České dráhy

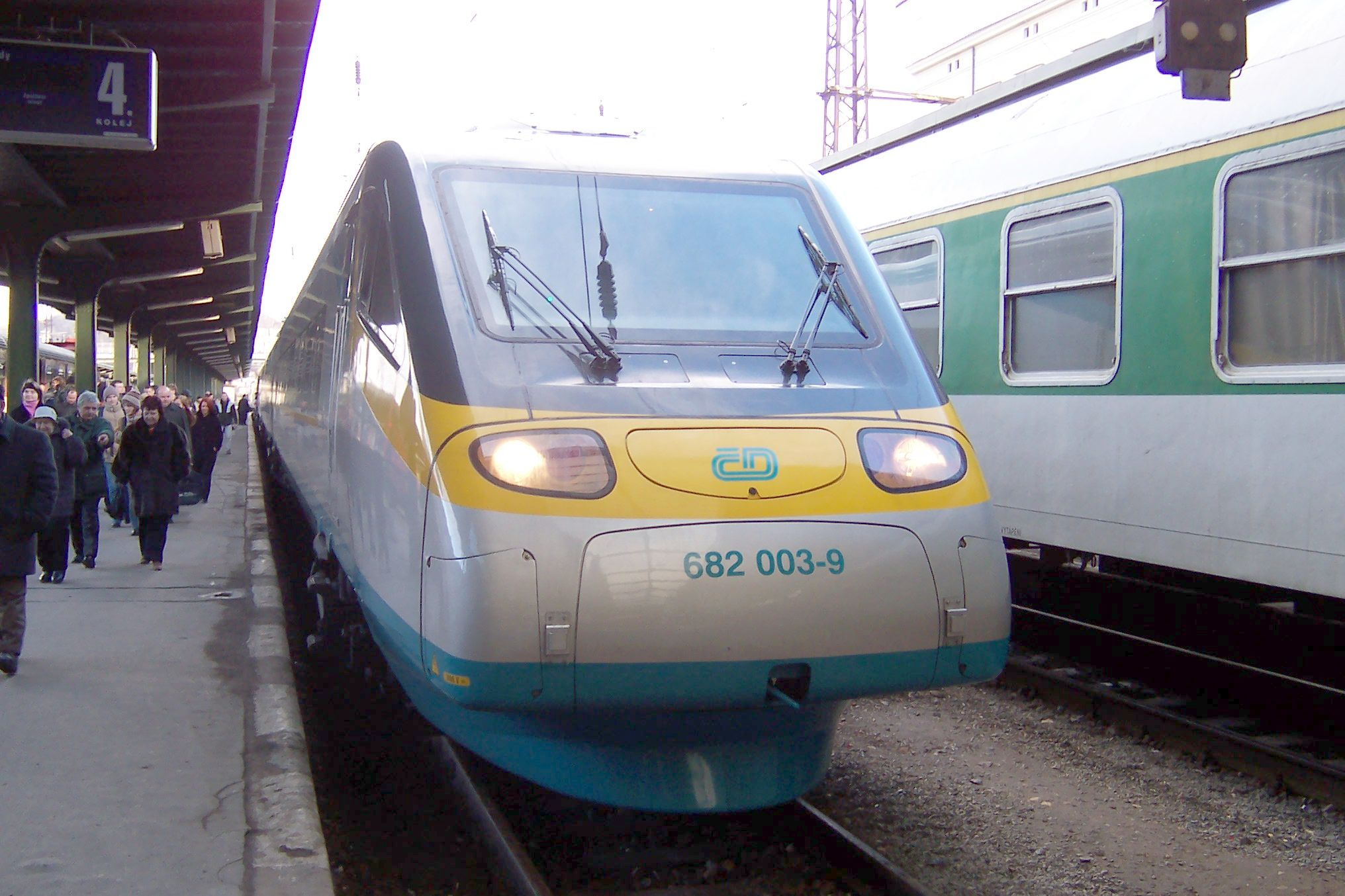
Tjeckisk tåg från České dráhy

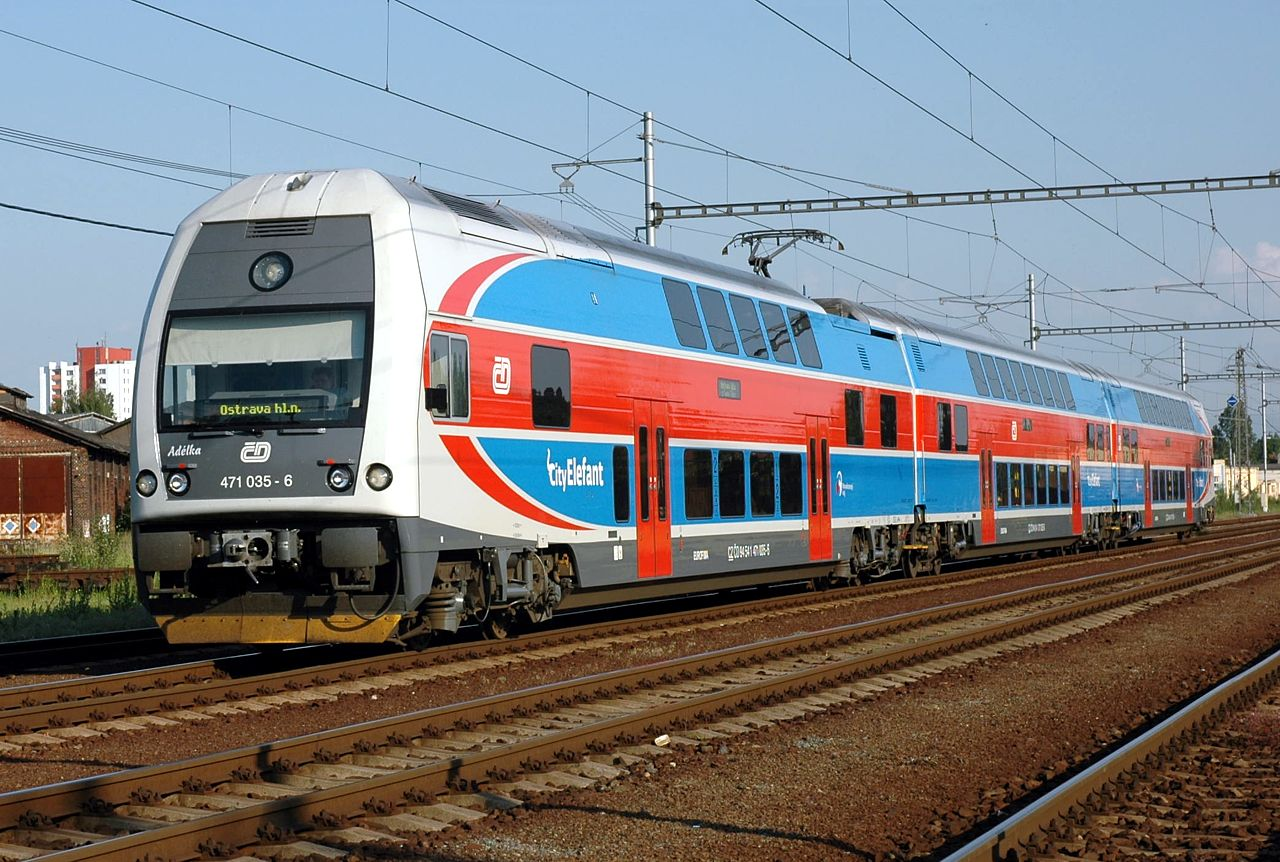
Tvåvåningståg från České dráhy

České dráhy eller förkortat ČD är ett järnvägsbolag i Tjeckien ägt av staten.
När Tjeckoslovakien upplöstes delades även Tjeckoslovakiens statliga järnväg Československé státní dráhy (ČSD) som blev České dráhy i Tjeckien och Železnice Slovenskej republiky (ŽSR) i Slovakien.